# Ludwig Arnemann
Louis Arnemann oder Georg Ludwig Arnemann (* 2. März 1855 in Einbeck; † im 20. Jahrhundert) war ein deutscher Kapellmeister und Komponist insbesondere von Salonmusik.

## Leben
Geboren noch zur Zeit des Königreichs Hannover 1855 in Einbeck, wirkte Ludwig Arnemann in der späten Gründerzeit des Deutschen Kaiserreichs in der Stadt Hannover. Dort leitete er zunächst die Odeonskapelle, bevor er später das Konzertetablissement Tivoli dirigierte.
Nach der Jahrhundertwende ging Ludwig Arnemann 1902 nach Bad Meinberg, um die dortige Fürstliche Kurkapelle zu übernehmen.

## Bekannte Werke (Auswahl)
- um 1883: Künstler-Fest-Marsch für Pianoforte, Hannover, Riewe & Thiele (Mk 0,75)[1]
- Stilles Glück, opus 5 für Pianoforte, Hannover: Hampe[4]
- Gruß an Hannover, Walzer, Opus 6, für Orchester und Pianoforte, Hannover: Verlag von Chr. Bachmann,[3] 1884[5]
- Man lebt nur einmal in der Welt, Walzer, op. 102, Salonorchesterausgabe[6]